# Rezervele strategice de petrol
Rezervele strategice de petrol constau în depozitarea unei anumite cantități de petrol de către un stat pentru cazuri de urgență. Scopul este garantarea livrării pe o perioadă minimă, majoritatea țărilor occidentale importă aproape tot petrolul necesar pentru consumul intern.
Aceste rezerve s-au stabilit în țările occidentale după criza de petrol din 1973. În general rezervele sunt echivalentul consumului unei țări timp de 90 zile.